# الفرج بعد الشدة (مسلسل)
الفرج بعد الشدة هو مسلسل عراقي عرض في عام 1983.

## الممثلون
- خليل الرفاعي
- هند كامل
- شذى سالم
- عبد الجبار كاظم